# Isolationisme
Isolationisme is de politieke neiging van een volk of natie om zichzelf van de wereld buiten hen af te wenden. Het gebeurt meestal uit vrees in cultureel, militair of economisch oogpunt overheerst te raken, of zich juist van die als zodanig ingeschatte dreiging af te keren. Als middel om isolationisme vol te houden wordt gestreefd naar autarkie. 
Niet altijd is isolationisme het einddoel, het kan ook de opmaat betekenen van een hegemonistisch streven.
Isolationisme is een nagestreefde politiek en moet daarom onderscheiden worden van een opgelegde geïsoleerde positie, zoals Rhodesië (het tegenwoordige Zimbabwe), Zuid-Afrika, Cuba, Libië en Iran lange tijd als gevolg van economische sancties ondervonden hebben (en Myanmar en Somalië nog steeds ondervinden).
In een andere context kan isolationisme ook betekenen dat een land zich niet mengt in de aangelegenheden van andere landen, zonder dat een land zich daadwerkelijk van de rest van de wereld afsluit. Een soort van non-interventionisme. Als voorbeeld hiervan kan Zwitserland genoemd worden.

## Vreedzame voorbeelden
De Oost-Aziatische landen China en Japan hebben op het westers imperialisme uit het koloniale tijdperk gereageerd door zich te isoleren. Japan dreef - na in de zeventiende eeuw missionarissen verdreven te hebben - alleen handel via het eilandje Dejima met Nederland, China stond enkel handelsposten aan de kust toe. Na ingrijpen door de Amerikaanse Marine werd Japan in 1854 'opengelegd'. China had een steeds zwakker wordend keizerlijk bewind dat de westerse invloed moeilijker kon tegenhouden. De Bokseropstand van rond 1900 was een reactie van het volk en luidde de val van het bewind in.
Tibet verklaarde zich in 1913 met het Verdrag van Urga eenzijdig van China onafhankelijk en isoleerde zich om een theocratisch Tibetaans boeddhistische staatsvorm in stand te kunnen houden.
De Verenigde Staten (V.S.) hebben meerdere perioden van isolationisme gekend. Medio de negentiende eeuw kende het conservatief Protestantisme er een revival. Tegelijkertijd bevrijdde Latijns-Amerika onder leiding van Simón Bolívar zichzelf waarop de Monroe-doctrine werd afgekondigd. Later, in de jaren '20 van de twintigste eeuw, keerde de V.S. zich opnieuw in zich, als reactie op de Eerste Wereldoorlog. Zelfs na de Tweede Wereldoorlog, toen de V.S. een wereldmacht geworden waren, speelde het isolationisme van tijd tot tijd op, vooral in Republikeinse kringen.
Het Cambodja onder Pol Pot vond de verwesterde buitenwereld decadent waarop het land alle betrekkingen verbrak.
In het tegenwoordige Noord-Korea, en in Albanië tijdens de communistische periode, vinden de leiders dat de buitenwereld dusdanig vijandig gezind is tegenover de politieke koers van het land, dat dat als voldoende reden wordt gezien de grenzen zo gesloten mogelijk te houden.

## Oorlogszuchtige voorbeelden
Japan sloeg medio jaren '20 van de twintigste eeuw langzamerhand weer een in zichzelf gekeerde koers in, als reactie op de westerse invloeden. Het bewind militariseerde en ging zich richten op een Japans Imperium. Na de inval in Mantsjoerije in 1931 werd de gang naar een Groot-Japan de opgang naar de Tweede Wereldoorlog.
De tendens om de Japanse cultuur en godsdienst als superieur te beschouwen is nog altijd niet verdwenen. Japan imiteert weliswaar veel westerse zaken, het heeft een economische structuur waar buitenlandse producenten maar moeilijk een voet tussen de deur kunnen krijgen; het aantal toegelaten immigranten is minimaal, met als argument dat Japan een homogene samenleving heeft, wat men kennelijk zo wil houden.
Nazi-Duitsland wilde alle financiële en economische banden met het buitenland, na de knechting door de in het Verdrag van Versailles opgelegde herstelbetalingen, zoveel als mogelijk afbreken. Deze banden hadden namelijk volgens het bewind geleid tot afhankelijkheid van het 'internationale Joodse bankwezen'. Door middel van een plan-economie werd het land in sneltempo geleid naar een oorlogseconomie waarna de weg opgegaan werd naar de veroveringen te eigen bate in de Tweede Wereldoorlog.
Hedendaagse neonazi's staan nog altijd een pan-germanisme voor met uitsluiting van andere volkeren op deze wereld.